# A Republikanska futbolna grupa 1958-1959
La A Republikanska futbolna grupa 1958-1959 fu la 35ª edizione della massima serie del campionato di calcio bulgaro disputato tra il 23 agosto 1958 e il 14 giugno 1959 e concluso con la vittoria del CSKA Septemvriysko zname Sofia, al suo nono titolo e sesto consecutivo.
Capocannoniere del torneo fu Aleksandar Vasilev del PFC Slavia Sofia con 13 reti.

## Formula
A partire da questa edizione il campionato si giocò tra l'autunno e la primavera, secondo il calendario in vigore nei paesi del centro e sud Europa.
Come nella stagione precedente le squadre partecipanti furono dodici e disputarono un turno di andata e ritorno per un totale di 22 partite.
Le ultime due classificate furono retrocesse in B RFG.
La squadra campione fu ammessa alla Coppa dei Campioni 1959-1960.

## Classifica finale
|    | Classifica                         | G  | V  | N | P  | GF | GS | Dif | Pt |
| -- | ---------------------------------- | -- | -- | - | -- | -- | -- | --- | -- |
| 1  | CSKA Septemvriysko zname Sofia (C) | 22 | 13 | 6 | 3  | 37 | 16 | +21 | 32 |
| 2  | PFC Slavia Sofia                   | 22 | 10 | 7 | 5  | 29 | 17 | +12 | 27 |
| 3  | Levski-Spartak Sofia (CB)          | 22 | 10 | 4 | 8  | 27 | 15 | +12 | 24 |
| 4  | Spartak Plovdiv                    | 22 | 8  | 8 | 6  | 33 | 29 | +4  | 24 |
| 5  | PFC Lokomotiv Sofia                | 22 | 10 | 3 | 9  | 33 | 28 | +3  | 23 |
| 6  | Dunav Ruse                         | 22 | 8  | 6 | 8  | 25 | 27 | -2  | 22 |
| 7  | PFC Spartak Pleven                 | 22 | 8  | 6 | 8  | 24 | 30 | -6  | 22 |
| 8  | Trakia Plovdiv                     | 22 | 8  | 6 | 8  | 28 | 41 | -13 | 22 |
| 9  | PFC Spartak Varna                  | 22 | 6  | 9 | 7  | 21 | 24 | -3  | 21 |
| 10 | Krakra Pernishki Pernik            | 22 | 7  | 4 | 11 | 27 | 32 | -5  | 18 |
| 11 | PFC Beroe Stara Zagora             | 22 | 7  | 4 | 11 | 21 | 25 | -4  | 18 |
| 12 | PFC Cherno More Varna              | 22 | 3  | 5 | 14 | 15 | 36 | -21 | 11 |

- (C) Campione nella stagione precedente
- (CB) vince la Coppa nazionale

### Verdetti
- CSKA Septemvriysko zname Sofia Campione di Bulgaria 1958-59.
- PFC Beroe Stara Zagora e PFC Cherno More Varna retrocesse in B PFG.

### Qualificazioni alle Coppe europee
- Coppa dei Campioni 1959-1960: CSKA Septemvriysko zname Sofia qualificato.